# Megalodontidae
Megalodontidae es una familia extinta de moluscos bivalvos que vivieron entre los periodos Devónico al Jurásico.

## Nomenclatura
Una familia de insectos también fue denominada como Megalodontidae, abarcando el género de Symphyta Megalodontes. A fin de evitar la homonimia, esta familia ha sido renombrada Megalodontesidae.

## Géneros
- †Conchodon
- †Gemmellarodus di Stefano, 1912
- †Megalodon Sowerby, 1827
- †Neomegalodon Guembel, 1864
- †Pachyrisma
- †Protomegalodon
- †Pterocardia Bayan, 1874
- †Quemocuomegalodon Yao et al. 2003
- †Rhaetomegalodon
- †Triadomegalodon Vegh-Neubrandt, 1974

## Galería
| |
| Fósil de edad del Triásico al Jurásico de negalodóntido de la isla Elet en Busuanga, Palawan, Filipinas. Con una moneda de P20 como escala. |

|                                                                                              |
| Otro espécimen de un fósil de megalodóntido de la isla Elet en Busuanga, Palawan, Filipinas. |